# مومباسا
مُنْبَاسَة (بالسواحلية: م◌ٗمْبَاسَ/Mombasa) مدينة ساحلية تقع في جنوب شرق كينيا على طول المحيط الهندي، وثاني أكبر مدينة في كينيا بعد نيروبي وميناؤها الرئيس. وتقع مدينة منباسة تقريبًا على خط الاستواء، لذا فمناخها حار ورطب جدًا. وتطل على المحيط الهندي، وبها مطار دولي هو مطار موي، وتعتبر منباسة مدينة سياحية مهمة في كينيا.
تتميز مدينة منباسة ببيوتها الجميلة ذات الشرفات الواسعة الخشبية والمحفورة، يعتبر عاج الفيلة رمز هذه المدينة، وفي أحد أهم شوارعها يوجد نصب كبير على شكل أنياب فيل متقاطعة.
مدينة منباسة تقع في جزيرة باسمها، وتتصل الجزيرة بالأرض الكينية من الشمال بجسر «نيالي» وفي الجنوب بعبارة «ليكوني» ومن الغرب بواسطة «طريق ماكوبا» بجانب خط سكة حديد أوغندا - كينيا.

## السكان
يقدر عدد سكان مدينة منباسة 939,370 نسمة حسب احصائية عام 2009. ويمثل المسلمين أغلبية السكان حيث يبلغ عددهم 338,701، وترتدي نساء المسلمين الحجاب الإسلامي وهو عادة يكون أسود اللون ويطلق عليه اسم «بويبوي»، وبعضهن يلبسن النقاب. أما بقية النساء فيلبسن اللباس التقليدي وهو عبارة عن قميص ذو ألوان ونقوش فاتحة ومصنوع عادة من القطن يسمى «كانغا».

## التاريخ

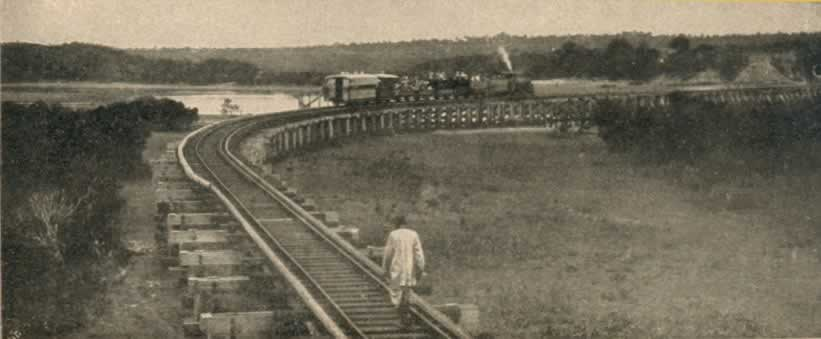
سكة حديد كينيا-أوغندا بالقرب من منباسة حوالي عام 1899

كانت منباسة إحدى المدن المهمة في الساحل الشرقي لإقريقيا، ومركزاً مهماً لتجارة التوابل والذهب والعاج، وكانت التجارة ترتبط مع الهند والصين، كما أنها مركزاً لصادرات الحبوب مثل الدخن والسمسم وجوز الهند. وقد زارها وكتب عنها الرحالة القدماء مثل ابن بطوطة وماركو بولو وتشنغ خه أويسمى أحياناً «زهينج هي» ووصفوها بأنها مدينة تجارة. وقال عنها الرحالة العربي ابن بطوطة عندما زارها عام 1331 «...وصلنا جزيرة منبسي، وهي جزيرة كبيرة بينها وبين أرض السواحل مسيرة يومين في البحر، ولا بر لها، وأشجارها الموز والليمون والاترج. وأكثر طعامهم الموز والسمك. وهم شافعية المذهب، وأهل دين وعفاف وصلاح. ومساجدهم من الخشب محكمة الإتقان...». كما ذكرها الإدريسي عام 1151. وفي عام 1498 زارها فاسكو دي غاما البرتغالي حيث بعد عامين من زيارته لها احتل البرتغاليون المدينة. وفي عام 1585 جاء الأتراك بقيادة «الباي أمير علي» وحركوا الثورات من مقديشو إلى منباسة ضد البرتغاليين وتغلبوا عليهم، ولم يبقى سوى ماليندي تحت سيطرتهم. إلا أن البرتغاليين عادوا مرة أخرى وعاشوا في حي خاص بهم حول حصن قديم أسموه «قلعة المسيح» وقد بنيت على شكل صليب وكان هدفهم محصوراً في السيطرة على التجارة والملاحة في المحيط الهندي (استولى البريطانيون لاحقاً على القلعة وحولوها لسجن، ثم بعد استقلال كينيا أصبحت متحف قومي).. وجاء العرب العمانيون عام 1698 وطردوا البرتغاليون والذين هاجموا المدينة وعادوا مرة أخرى، ثم طردوا، وأصبحت المدينة تحت حكم سلطنة عمان ولكنها تابعة لزنجبار وأقامت عمان في تلك الفترة ثلاثة ولاة هم:
- 12 ديسمبر 1698 - ديسمبر 1698 إمام سيف بن سلطان.
- ديسمبر 1698 - 1728 ناصر بن عبد الله المزروعي.
- 1728 - 12 مارس 1728 الشيخ رومبا.

ثم انتقلت منباسة مرة أخرى لحكم البرتغاليين (من 12 مارس 1728 إلى 21 سبتمبر 1729). ثم انتقلت للعمانيين وتولى الحكم فيها 4 ولاة حتى عام 1746 عندما أعلن آخرهم الاستقلال مرة أخرى (عورض من قبل عُمان) وحكم منباسة السلاطين العمانيين وهم:
- 1746 - 1755 علي بن عثمان المزروعي.
- 1755 - 1773 مسعود بن ناصر المزروعي.
- 1773 - 1782 عبد الله بن محمد المزروعي.
- 1782 - 1811 أحمد بن محمد المزروعي (توفي عام 1814).
- 1812 - 1823 عبد الله بن أحمد المزروعي (توفي عام 1823).
- 1823 - 1826 سليمان بن علي المزروعي.

وفي الفترة من 9 فبراير 1824 إلى 25 يوليو 1826 أصبحت منباسة محمية بريطانية يمثلها الحكام العمانيون في هذه الفترة. وفي عام 1826 أعيد الحكم العماني لمنباسة وتوالى حكمها سبعة ولاة. وفي 24 يونيو 1837 ضمت إسميا من قبل سلطان زنجبار ومسقط السيد سعيد بن سلطان. وفي 25 مايو 1887 تحولت إدارته إلى جمعية شرق أفريقيا البريطانية وأصبح السلطان رسميا في عام 1898 ممثلاً للبريطانيين على مدينة منباسة، ثم أصبحت عاصمة لمحمية شرق إفريقيا البريطانية والمنفذ البحري لطرف سكة حديد أوغندا والذي بدأ عام 1896 وأدى لجلب الكثير من العمال من الهند الواقعة تحت الاستعمار البريطاني لبناء خط سكة الحديد مما ساهم في إنعاش المدينة. وفي الأول من يوليو 1895 أعتبرت منباسة جزء من محمية كينيا البريطانية (أما الشريط الساحلي فهو إسميا تحت سيادة زنجبار). وفي عام 1920 أصبحت منباسة عاصمة المحمية الساحلية لكينيا. وفي 12 ديسمبر 1963 أعلن رسمياً أن منباسة ومحمية الساحل الكيني جزء من دولة كينيا المستقلة.

## الجغرافيا والمناخ

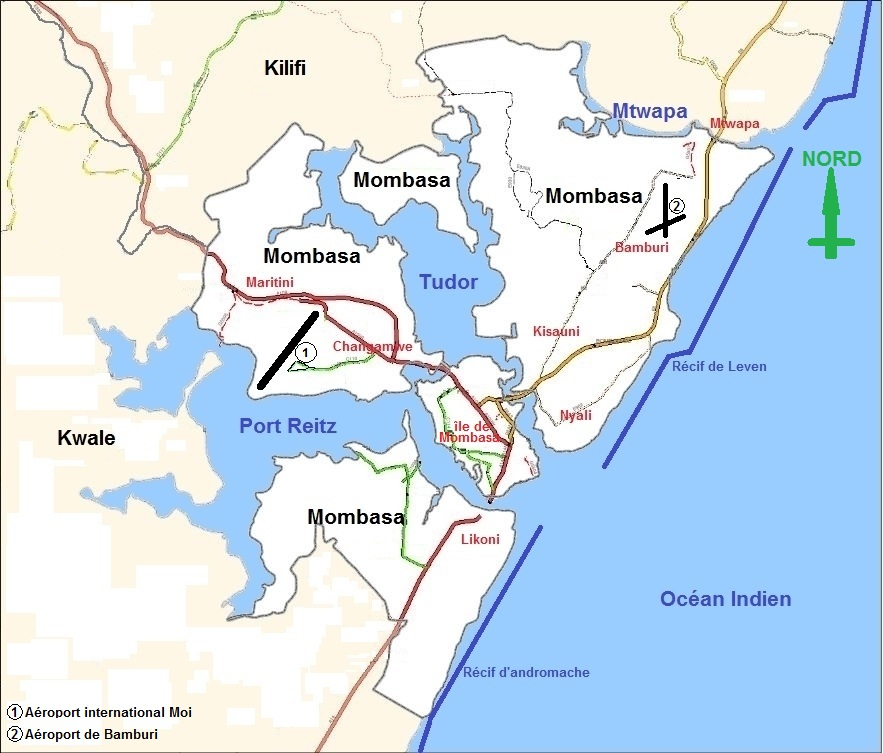
مقاطعة منباسة

تتمتع منباسة بمناخ استوائي رطب وجاف (تصنيف كوبن: As)، وتعتمد كمية الأمطار بشكل أساسي على الموسم. وأكثر الأشهر أمطارًا هي أبريل ومايو، بينما تكون كمية الأمطار ضئيلة بين يناير وفبراير.
| البيانات المناخية لـمومباسا (1961-1990، درجات الحرارة القصوى من 1890 إلى الوقت الحاضر)          | البيانات المناخية لـمومباسا (1961-1990، درجات الحرارة القصوى من 1890 إلى الوقت الحاضر) | البيانات المناخية لـمومباسا (1961-1990، درجات الحرارة القصوى من 1890 إلى الوقت الحاضر) | البيانات المناخية لـمومباسا (1961-1990، درجات الحرارة القصوى من 1890 إلى الوقت الحاضر) | البيانات المناخية لـمومباسا (1961-1990، درجات الحرارة القصوى من 1890 إلى الوقت الحاضر) | البيانات المناخية لـمومباسا (1961-1990، درجات الحرارة القصوى من 1890 إلى الوقت الحاضر) | البيانات المناخية لـمومباسا (1961-1990، درجات الحرارة القصوى من 1890 إلى الوقت الحاضر) | البيانات المناخية لـمومباسا (1961-1990، درجات الحرارة القصوى من 1890 إلى الوقت الحاضر) | البيانات المناخية لـمومباسا (1961-1990، درجات الحرارة القصوى من 1890 إلى الوقت الحاضر) | البيانات المناخية لـمومباسا (1961-1990، درجات الحرارة القصوى من 1890 إلى الوقت الحاضر) | البيانات المناخية لـمومباسا (1961-1990، درجات الحرارة القصوى من 1890 إلى الوقت الحاضر) | البيانات المناخية لـمومباسا (1961-1990، درجات الحرارة القصوى من 1890 إلى الوقت الحاضر) | البيانات المناخية لـمومباسا (1961-1990، درجات الحرارة القصوى من 1890 إلى الوقت الحاضر) | البيانات المناخية لـمومباسا (1961-1990، درجات الحرارة القصوى من 1890 إلى الوقت الحاضر) |
| الشهر                                                                                           | يناير                                                                                  | فبراير                                                                                 | مارس                                                                                   | أبريل                                                                                  | مايو                                                                                   | يونيو                                                                                  | يوليو                                                                                  | أغسطس                                                                                  | سبتمبر                                                                                 | أكتوبر                                                                                 | نوفمبر                                                                                 | ديسمبر                                                                                 | المعدل السنوي                                                                          |
| ----------------------------------------------------------------------------------------------- | -------------------------------------------------------------------------------------- | -------------------------------------------------------------------------------------- | -------------------------------------------------------------------------------------- | -------------------------------------------------------------------------------------- | -------------------------------------------------------------------------------------- | -------------------------------------------------------------------------------------- | -------------------------------------------------------------------------------------- | -------------------------------------------------------------------------------------- | -------------------------------------------------------------------------------------- | -------------------------------------------------------------------------------------- | -------------------------------------------------------------------------------------- | -------------------------------------------------------------------------------------- | -------------------------------------------------------------------------------------- |
| الدرجة القصوى °م (°ف)                                                                           | 41.4 (106.5)                                                                           | 45.9 (114.6)                                                                           | 43.0 (109.4)                                                                           | 41.4 (106.5)                                                                           | 35.0 (95.0)                                                                            | 33.4 (92.1)                                                                            | 31.0 (87.8)                                                                            | 30.3 (86.5)                                                                            | 31.6 (88.9)                                                                            | 33.0 (91.4)                                                                            | 35.9 (96.6)                                                                            | 37.3 (99.1)                                                                            | 45.9 (114.6)                                                                           |
| متوسط درجة الحرارة الكبرى °م (°ف)                                                               | 33.2 (91.8)                                                                            | 33.7 (92.7)                                                                            | 33.7 (92.7)                                                                            | 32.5 (90.5)                                                                            | 30.9 (87.6)                                                                            | 29.4 (84.9)                                                                            | 28.7 (83.7)                                                                            | 28.8 (83.8)                                                                            | 29.7 (85.5)                                                                            | 30.5 (86.9)                                                                            | 31.6 (88.9)                                                                            | 32.8 (91.0)                                                                            | 31.3 (88.3)                                                                            |
| المتوسط اليومي °م (°ف)                                                                          | 27.6 (81.7)                                                                            | 28.1 (82.6)                                                                            | 28.3 (82.9)                                                                            | 27.6 (81.7)                                                                            | 26.2 (79.2)                                                                            | 24.8 (76.6)                                                                            | 24.0 (75.2)                                                                            | 24.0 (75.2)                                                                            | 24.7 (76.5)                                                                            | 25.7 (78.3)                                                                            | 26.9 (80.4)                                                                            | 29.0 (84.2)                                                                            | 26.3 (79.3)                                                                            |
| متوسط درجة الحرارة الصغرى °م (°ف)                                                               | 22.0 (71.6)                                                                            | 22.5 (72.5)                                                                            | 22.9 (73.2)                                                                            | 22.7 (72.9)                                                                            | 21.6 (70.9)                                                                            | 20.1 (68.2)                                                                            | 19.3 (66.7)                                                                            | 19.3 (66.7)                                                                            | 19.7 (67.5)                                                                            | 20.9 (69.6)                                                                            | 22.1 (71.8)                                                                            | 22.0 (71.6)                                                                            | 21.3 (70.3)                                                                            |
| أدنى درجة حرارة °م (°ف)                                                                         | 16.8 (62.2)                                                                            | 19.4 (66.9)                                                                            | 19.7 (67.5)                                                                            | 18.9 (66.0)                                                                            | 18.8 (65.8)                                                                            | 17.4 (63.3)                                                                            | 13.6 (56.5)                                                                            | 15.3 (59.5)                                                                            | 16.3 (61.3)                                                                            | 18.0 (64.4)                                                                            | 18.8 (65.8)                                                                            | 18.1 (64.6)                                                                            | 13.6 (56.5)                                                                            |
| الهطول مم (إنش)                                                                                 | 33.9 (1.33)                                                                            | 14.0 (0.55)                                                                            | 55.6 (2.19)                                                                            | 154.3 (6.07)                                                                           | 235.5 (9.27)                                                                           | 88.3 (3.48)                                                                            | 71.8 (2.83)                                                                            | 68.2 (2.69)                                                                            | 67.2 (2.65)                                                                            | 103.4 (4.07)                                                                           | 104.7 (4.12)                                                                           | 75.8 (2.98)                                                                            | 1٬072٫7 (42.23)                                                                        |
| متوسط أيام هطول الأمطار (≥ 1.0 mm)                                                              | 3                                                                                      | 1                                                                                      | 5                                                                                      | 10                                                                                     | 14                                                                                     | 10                                                                                     | 10                                                                                     | 8                                                                                      | 9                                                                                      | 9                                                                                      | 8                                                                                      | 7                                                                                      | 94                                                                                     |
| متوسط الرطوبة النسبية (%)                                                                       | 77                                                                                     | 75                                                                                     | 77                                                                                     | 80                                                                                     | 82                                                                                     | 82                                                                                     | 82                                                                                     | 82                                                                                     | 80                                                                                     | 81                                                                                     | 82                                                                                     | 80                                                                                     | 80                                                                                     |
| ساعات سطوع الشمس الشهرية                                                                        | 269.7                                                                                  | 254.8                                                                                  | 269.7                                                                                  | 225.0                                                                                  | 204.6                                                                                  | 207.0                                                                                  | 210.8                                                                                  | 244.9                                                                                  | 246.0                                                                                  | 272.8                                                                                  | 264.0                                                                                  | 260.4                                                                                  | 2٬929٫7                                                                                |
| ساعات سطوع الشمس اليومية                                                                        | 8.7                                                                                    | 9.1                                                                                    | 8.7                                                                                    | 7.5                                                                                    | 6.6                                                                                    | 6.9                                                                                    | 6.8                                                                                    | 7.9                                                                                    | 8.2                                                                                    | 8.8                                                                                    | 8.8                                                                                    | 8.4                                                                                    | 8.0                                                                                    |
| المصدر #1: NOAA                                                                                 |                                                                                        |                                                                                        |                                                                                        |                                                                                        |                                                                                        |                                                                                        |                                                                                        |                                                                                        |                                                                                        |                                                                                        |                                                                                        |                                                                                        |                                                                                        |
| المصدر #2: الأرصاد الجوية الألمانية (humidity, 1962–1993), Meteo Climat (record highs and lows) |                                                                                        |                                                                                        |                                                                                        |                                                                                        |                                                                                        |                                                                                        |                                                                                        |                                                                                        |                                                                                        |                                                                                        |                                                                                        |                                                                                        |                                                                                        |

## الاقتصاد

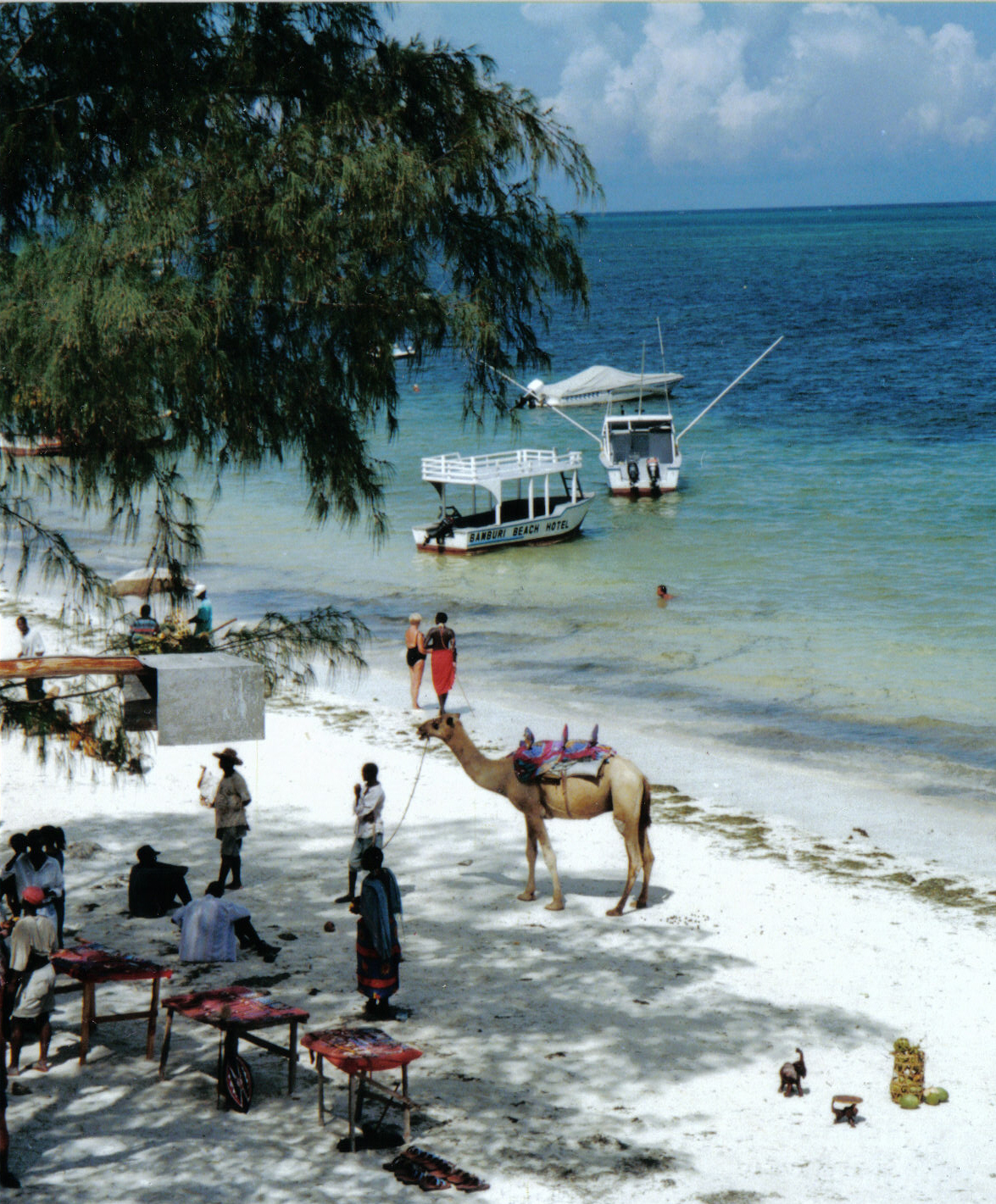
الساحل الشمالي لمنباسة

تعتبر منباسة ميناء كينيا. ويطلق على الميناء ميناء «كيلينديني» ويعني باللغة السواحيلية «عميق». وتعد جزيرة منباسة منطقة جذب للسياح الذين يزورون كينيا لجمال شواطئها الشمالية والجنوبية، واعتدال مناخها، وزيارة المدينة القديمة وآثارها وعبق تاريخها، ويوجد الكثير من الفنادق الفاخرة والمتنوعة، وخدمات السياحة والملاهي والمطاعم المختلفة والنوادي وأماكن الرياضة المائية والبولينغ.وبها مصانع تكرير النفط، ومصنع اسمنت البامبوري، والكيبل البحري للاتصالات عبر القارات والذي يصل إلى ساحل منباسة ويربط شرق أفريقيا لبقية دول العالم وله دور حيوي في ازدهار المركز التجاري في المنطقة.

## المواصلات

### الطيران
يخدم مطار موي الدولي مدينة منباسة، ويقع في منطقة بورت ريتز، ويعرف محلياً بمنطقة «شاني». ومن المطار هناك رحلات جوية داخلية إلى نيروبي وبقية مدن كينيا. ورحلات جوية دولية إلى أوربا والشرق الأوسط، بالإضافة إلى طائرات المجموعات السياحية (الشارتر).

### القطار
يوجد في منباسة محطة قطار تمر بها سكة حديد كينيا، تنقل المسافرين منها إلى نيروبي.

### الطرق البرية

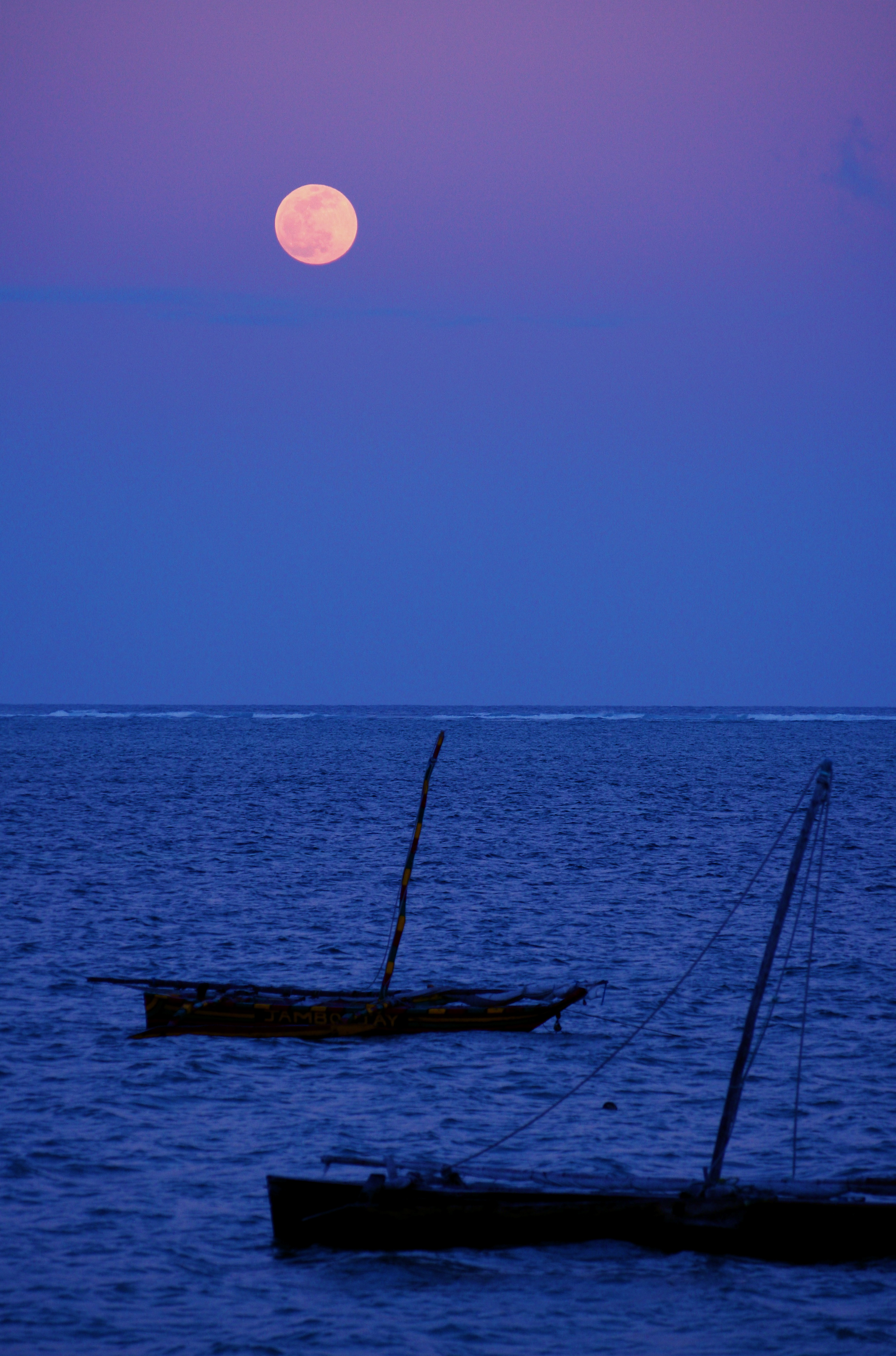
ضوء القمر على شاطئ منباسة

معظم الطرق البرية في منباسة جيدة ومعبدة. والطرق الرئيسة تشمل: طريق جومو كينياتا، طريق ديغو، طريق جوليوس نيريري، طريق كوامي نكروما، طريق موي، طريق باراك أوباما، طريق ماما نجينا، طريق نيروبي السريع، طريق نيالي. والطرق السريعة تربط منباسة بنيروبي ودار السلام عاصمة تنزانيا، بينما الطرق الشمالية تؤدي إلى ماليندي ولامو، وتستمر حتى حدود الصومال.

### سيارات الأجرة
سيارات الأجرة متوفرة في المدينة وضواحيها وهي مريحة إلا أن تكلفتها مرتفعة، وتتواجد سيارات الأجرة بوفرة في المطار وبجانب الفنادق ومراكز التسوق، وفي قلب المدينة.

### الماتاتو
في منباسة معظم الأهالي يستخدمون الماتاتو في المواصلات وهي عبارة عن حافلات صغيرة وشائعة الاستخدام في كينيا للمواصلات في المدينة والضواحي.

### التوك توك
التوك توك (بالإنجليزية تعرف بـ Auto Rickshaw) وهي عربة مواصلات صغيرة بثلاث عجلات ذات محرك تشبه العربات الرياضية وتستخدم وسيلة مواصلات في منباسة وضواحيها وبقية مدن كينيا، وتتسع هذه المركبة لراكبين أو ثلاثة في الخلف بالإضافة إلى السائق.

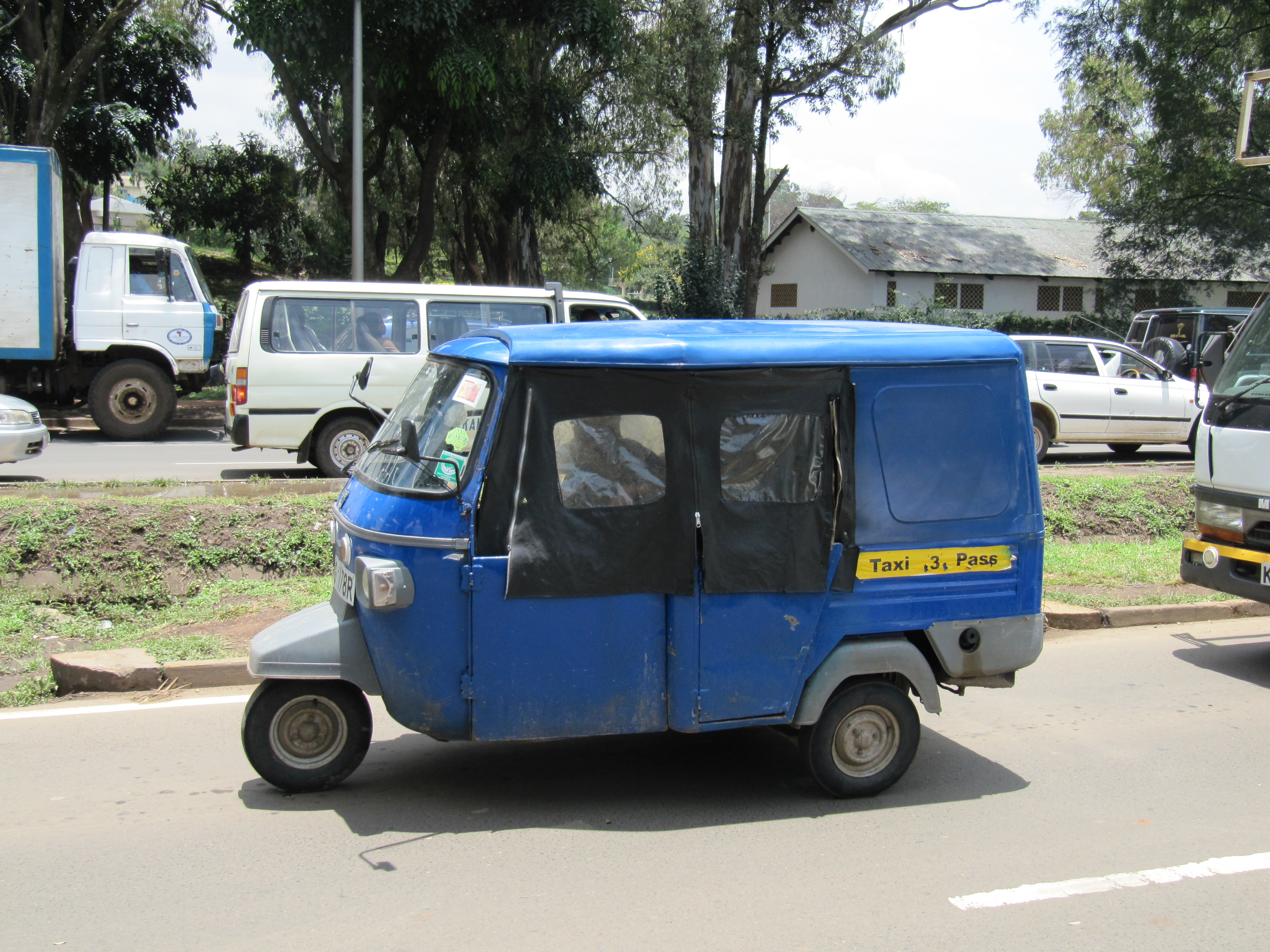
عربة التوك توك المستخدمة للمواصلات في منباسة

### بودا بودا
وهي عبارة عن دراجة هوائية للإيجار ذات مقعد عريض في الخلف، وتتواجد في مدن كينيا عموماً، والآن بدأت تحل محل الدراجات الهوائية الدراجات النارية ذات المقعد الخلفي.

### البحر

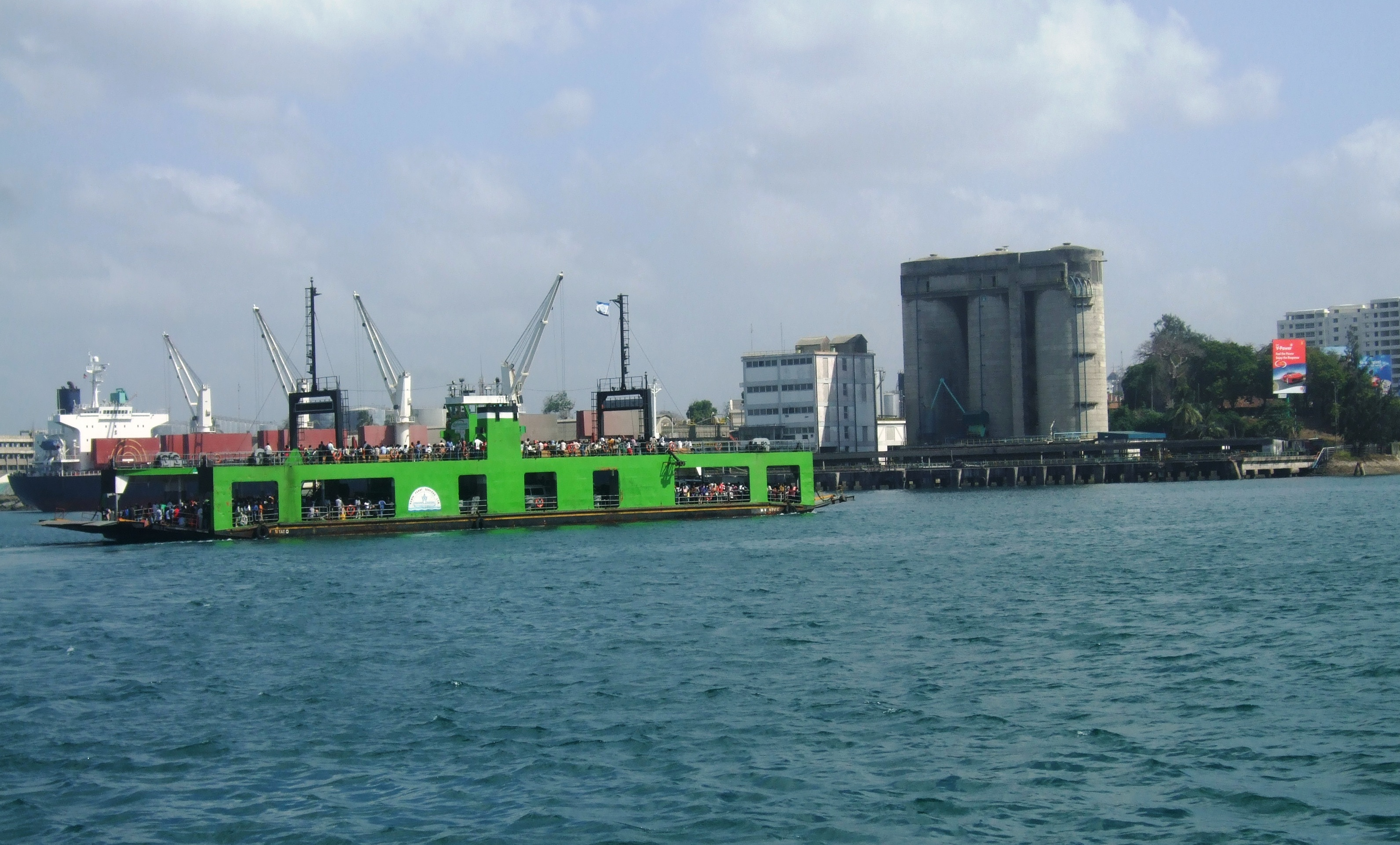
عبارة منباسة

منباسة أكبر ميناء في كينيا، وهناك خدمات نقل بحري دولية غير مجدولة في سفن الكروز.

### العبارات
لا يوجد جسر يربط بين جزيرة منباسة والساحل الجنوبي. لذلك يوجد خدمات عبارات بحرية تعمل من «كاليندي» و«موتنغوي» إلى «لينكوني» في الساحل الجنوبي لمنباسة. وقد حدث في عام 1994 أن غرقت إحدى العبارات على طريق موتنغوي وبلغ عدد الضحايا 270 شخص

## الأعلام
- عبد اللطيف عبدالله، كاتب وأستاذ جامعي ومتظاهر سياسي كيني.
- كارين بليكسن، روائية دنماركية
- تيموثي ر. ماكلاناهان، عالم البيئة البحرية الذي عاش وعمل في منباسة منذ عام 1991.
- عوض صالح شيرمان، رجل أعمال كيني من أصل عربي، ومحافظ على البيئة، وناشط خيري.
- توماس ريسلي أوديامبو، عالم حشرات
- أيوب أوغادا، موسيقي ومغني وملحن كيني معروف بتأليفه أغنيتين لفيلم The Constant Gardener
- فاضلي وليام، موسيقي ومغني وملحن.

## معرض صور

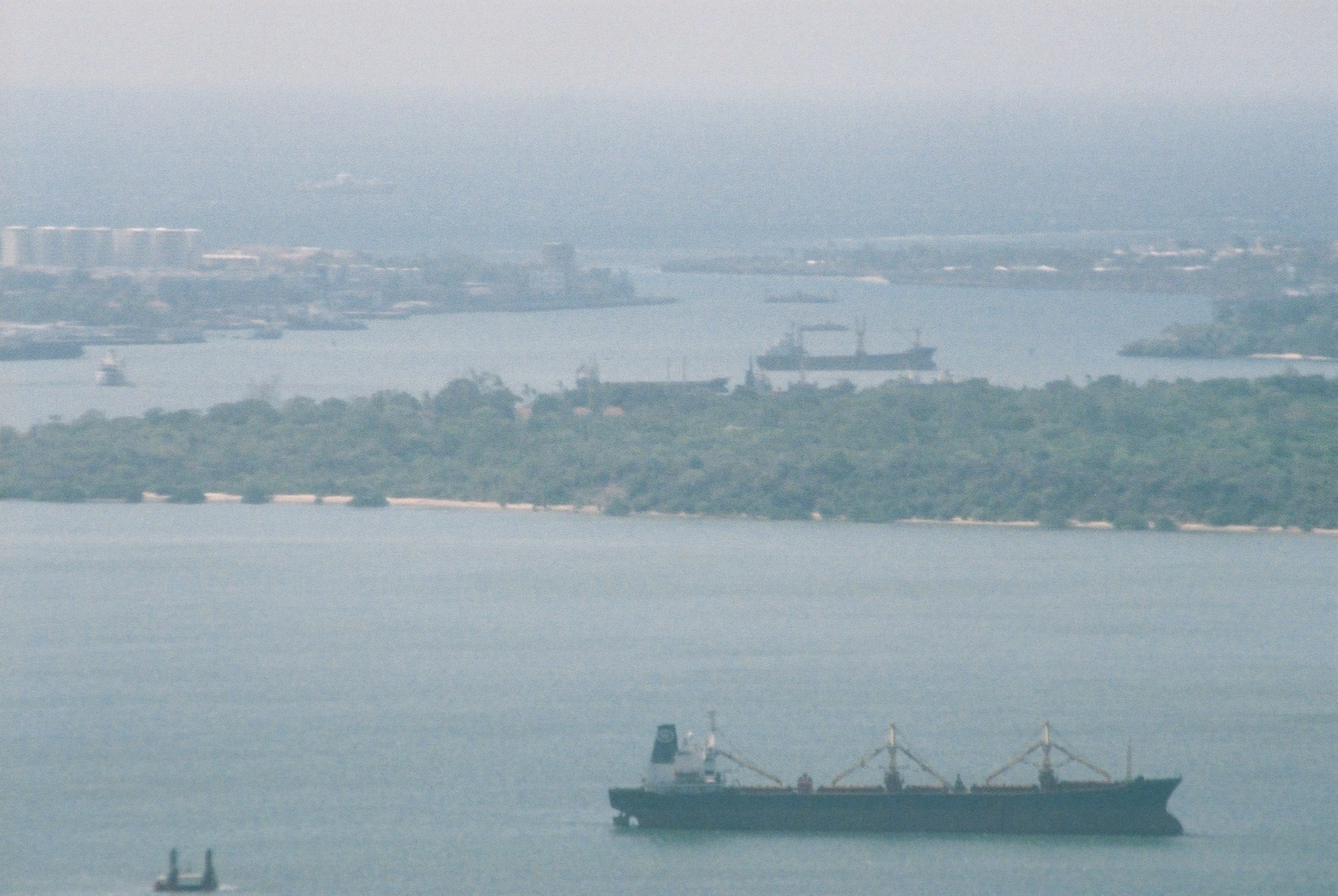
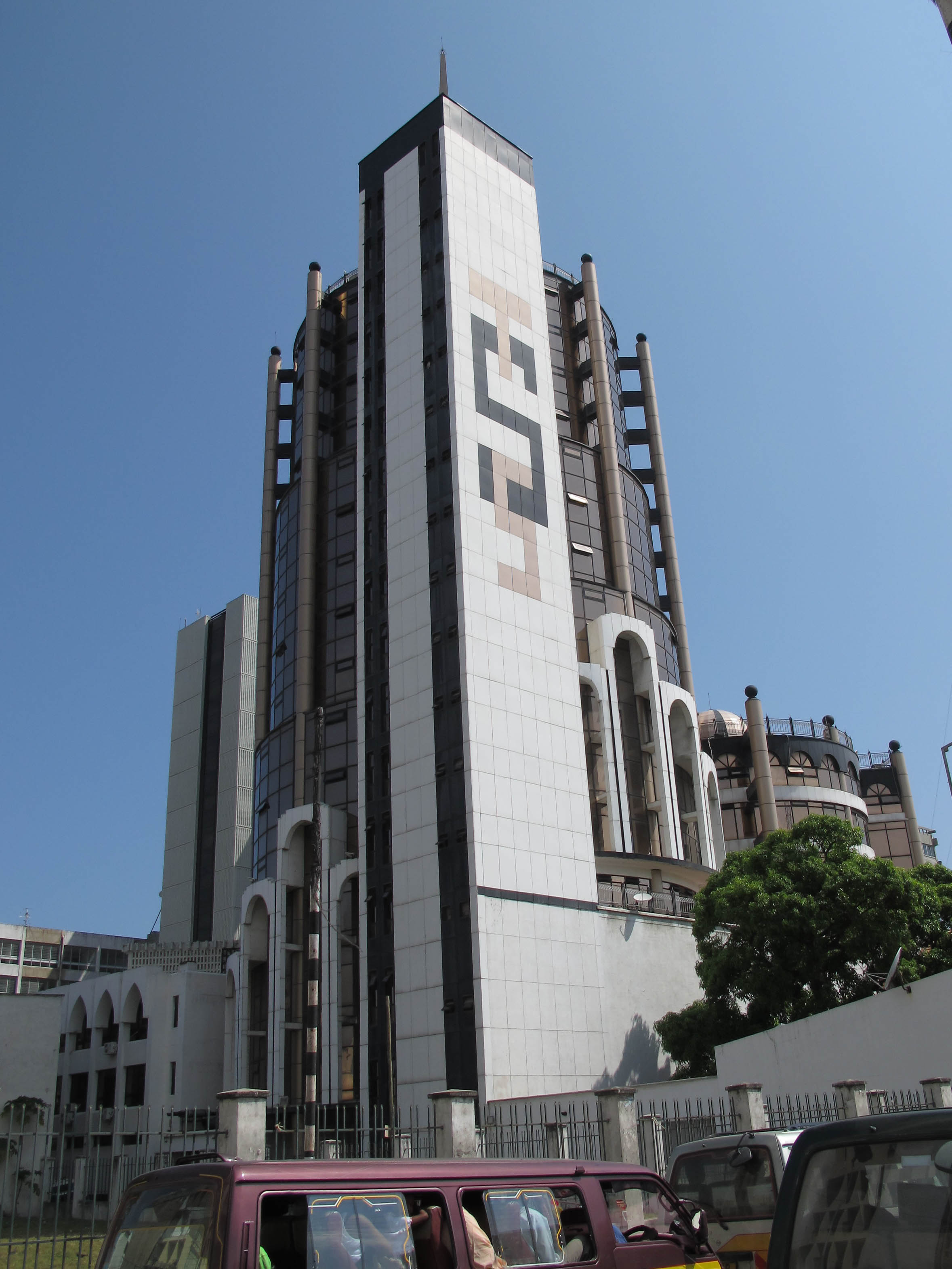
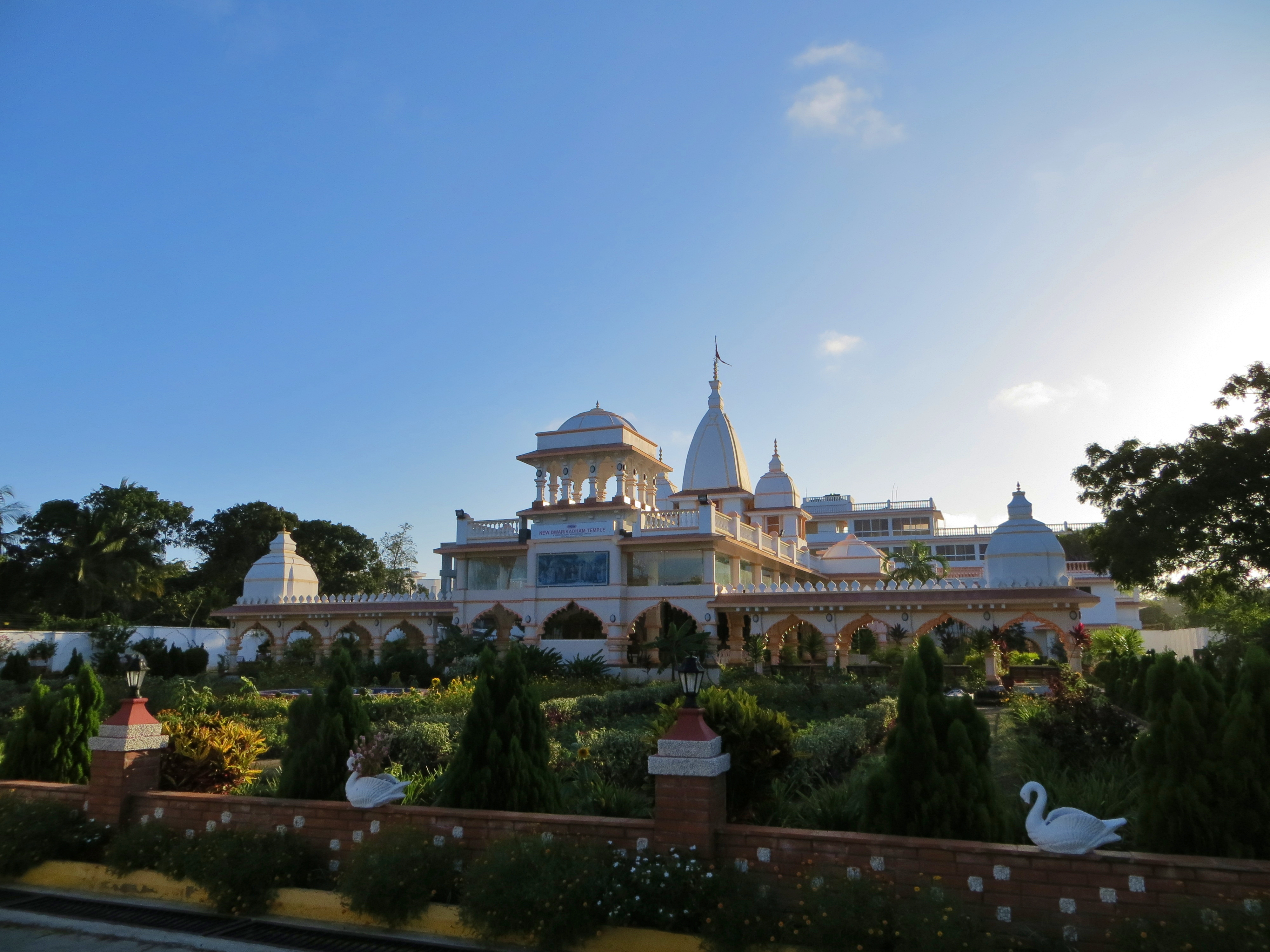
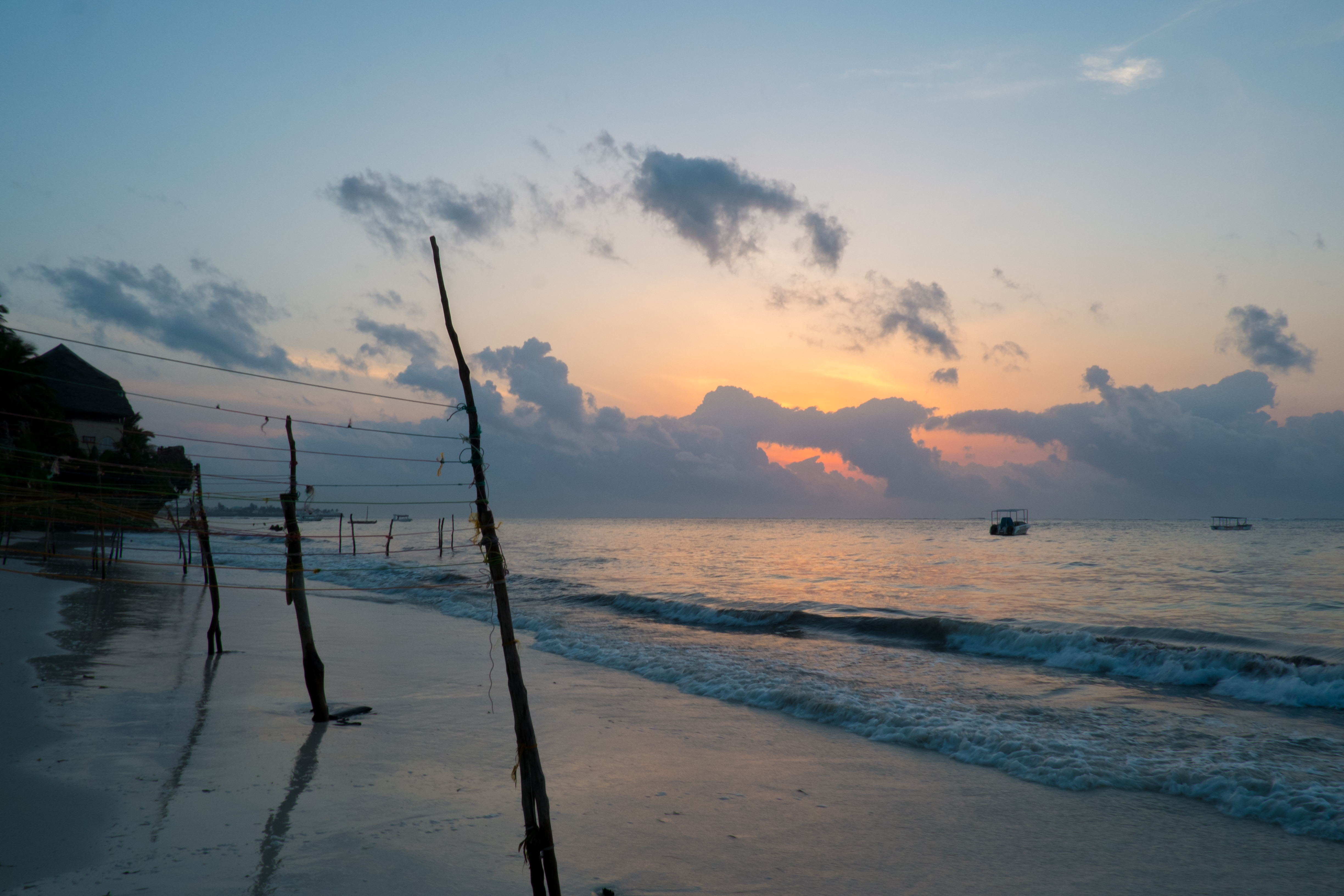
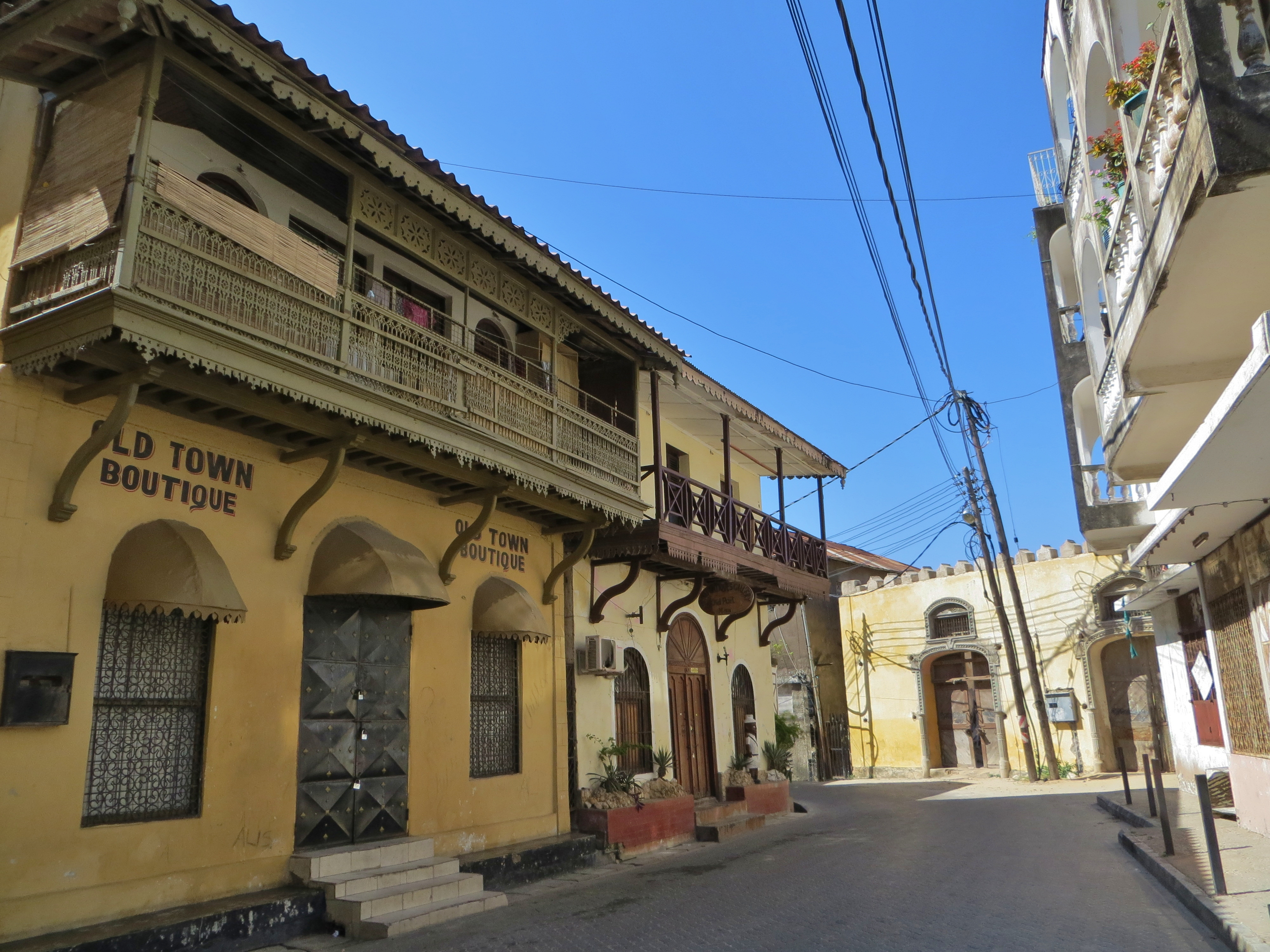

## وصلات خارجية
المكتب الوطني الكيني للإحصاء/عدد السكان
المكتب الوطني الكيني للإحصائيات